# Jean-Frédéric Chapuis
Jean-Frédéric Chapuis (* 2. března 1989, Bourg-Saint-Maurice) je francouzský akrobatický lyžař. Na olympijských hrách v Soči roku 2014 vyhrál závod ve skikrosu. Ve stejné disciplíně se v roce 2013 stal mistrem světa, na šampionátu v roce 2015 skončil druhý. Třikrát získal malý křišťálový glóbus ve světovém poháru za celkové vítězství ve skikrosu (2015, 2016, 2017). V souboji o velký glóbus skončil dvakrát třetí (2015, 2016). Vyhrál ve světovém poháru 18 závodů, 33krát stál na stupních vítězů. Začínal jako alpský lyžař, ke skikrosu přešel až ve dvaceti letech. Jeho matka je Švýcarka, takže má francouzské i švýcarské občanství.